# Keith Floyd
Keith Floyd, född 28 december 1943 i Sulhamstead nära Reading, Berkshire, död 14 september 2009 i Dorchester, Dorset, var en brittisk kock som var programledare för ett flertal matlagningsprogram för BBC och Channel 5, och gav ut många böcker om matlagning och resor. Floyd bodde i Avignon i södra Frankrike.

## Uppväxt och tidig karriär
Floyd föddes utanför Reading, men växte upp i Wiveliscombe i Somerset. Efter utbildningen på Wellington School i Somerset, blev Floyd reporter på Bristol Evening Post, och efter att ha sett filmen Zulu bestämde han sig för att gå med i brittiska armén. Han nådde graden underlöjtnant i det brittiska Royal Tank Regiment.
När Floyd lämnade armén tog han flera olika köksrelaterade jobb, till exempel bartender, diskare och potatisskalare.

## Sjukdom och död
2002 fick Floyd en liten stroke. Han kollapsade på en pub i Chesterton, Staffordshire den 29 januari 2008 och lades in på sjukhus. Han skrevs ut den 22 februari och reste hem till Frankrike för att återhämta sig. Han blev helt återställd och var på benen igen kort efteråt. 
Den 29 juli 2009 rapporterades att Floyd hade fått diagnosen magcancer i mitten av juni. Han genomgick på sjukhuset i Nîmes fem operationer som tog bort 90 procent av cancern och genomgick därefter även en cytostatikakur.
Floyd dog 65 år gammal den 14 september 2009 av en hjärtattack. Hans sista framträdande var i en dokumentär om hans liv som sändes samma dag som han dog.

## Matlagningsprogram
- Floyd on Fish (2 oktober 1984)
- Floyd on Fish (7 program, 23 juli–27 augusti 1985)
- Floyd on Food (6 program, 16 maj–27 juni 1986)
- Floyd on France (7 program, 1 september–20 oktober 1987)
- Floyd on Britain and Ireland (9 program, 30 augusti–1 november 1988)
- Floyd's American Pie (6 program, 1 oktober–8 november 1989)
- Floyd on Oz (9 program, 11 april–6 juni 1991)
- Floyd on Spain (7 program, 18 augusti–29 september 1992)
- Far Flung Floyd (7 program, 13 juli–24 augusti 1993)
- Floyd on Italy (7 program, 12 juli–23 augusti 1994)
- Floyd on Africa (7 program, april–maj 1996)
- Best of Floyd (7 program, 1997)
- Floyd Uncorked (8 program, 2 november–21 december 1998)
- Floyd on GMTV (ITV, 12 program, 16 november–24 december 1998)
- Floyds fjordfiesta (7 program, december 2001)
- Floyd Around the Med (9 program, 5 januari 2000)
- Capital Floyd (7 program, 4 december 2000)
- Floyd i Indien (8 program, 29 oktober–17 december 2001)